# ويليام وود فارمر
ويليام وود فارمر (بالإنجليزية: W. W. Farmer)‏ هو سياسي أمريكي، ولد في 27 أبريل 1813 في الولايات المتحدة، وتوفي في 23 أكتوبر 1854 في نفس البلد. انتخب عضو مجلس نواب لويزيانا.